# José Ignacio Vicente
José Ignacio Vicente (* 15. April 1994 in Madrid) ist ein spanischer Eishockeyspieler, der beim Majadahonda HC in der Superliga unter Vertrag steht.

## Karriere
José Ignacio Vicente begann seine Karriere als Eishockeyspieler in der Nachwuchsabteilung des Majadahonda HC, für den er in der Spielzeit 2009/10 sein Debüt in der Superliga gab.

### International
Für Spanien nahm Vicente im Juniorenbereich an der U18-Weltmeisterschaft 2009 in der Division II teil. Zudem vertrat er seine Farben bei der Winter-Universiade 2011 im türkischen Erzurum.
Mit der Herren-Nationalmannschaft nahm er erstmals 2018 in der Division II teil.

## Erfolge und Auszeichnungen
- 2018 Aufstieg in die Division II, Gruppe A, bei der Weltmeisterschaft der Division II, Gruppe B